# Iniciativa de catifes DOBAG
Iniciativa de catifes DOBAG, és l'acrònim en turc de Doğal Boya Araştırma ve Geliştirme Projes: un projecte d'recerca i desenvolupament de colorants naturals. El projecte té com a objectiu reviure l'art tradicional turc del teixit de catifes. Proporciona als habitants dels llogarets rurals d'Anatòlia, en la seva majoria dones, una font regular d'ingressos. La iniciativa DOBAG marca el retorn a la producció tradicional de catifes mitjançant l'ús de llana teixida a mà i tenyida amb colors naturals, que posteriorment va ser adoptada en altres països productors de catifes.

## Antecedents i història
El projecte DOBAG va començar el 1981, dirigit per Harald Boehmer (1931-2017), un professor alemany de química i biologia que treballa a Istanbul. Es va centrar en les anàlisis químiques dels tints de catifes teixides antigues, com les exhibides al Museu d'Art Turc i Islàmic d'Istanbul.

### Ús de tints sintètics en catifes orientals
Els tints sintètics es van descobrir cap a finals del segle xix. Fins aleshores, la llana utilitzada per teixir catifes estava tenyida amb tints tradicionals fets de plantes, insectes i minerals. Els tints sintètics eren barats i fàcils d'usar i, per tant, van reemplaçar els tradicionals poc després que sortissin al mercat. Els historiadors de l'art occidental van informar sobre la inestabilitat a la llum i la humitat de les catifes amb tints sintètics. L'efecte estètic en les catifes orientals amb colors sintètics va ser descrit per Edwards com: «En una catifa nova, els colors [sintètics] tenen una aparença dura i metàl·lica, en una vella, estan apagats i morts». Per tenir èxit comercial, les catifes tenyides sintèticament havien de ser tractades químicament abans que sortissin a la venda.

### Anàlisi de tints naturals
L'anàlisi dels tints de la llana de catifa ja fou suggerit per Edwards el 1953, com un mitjà per establir la procedència de les catifes d'època. Al 1982, Boehmer va publicar el seu treball sobre mostres de llana de catifes antigues, utilitzant una cromatografia de capa fina. En comparar els cromatogrames de les mostres tant de llana de catifa com de plantes que se sap havien usat per al tenyiment, es van identificar els components del tint natural i es van recrear els procediments de tenyiment de forma experimental posteriorment.
Al 1981, el projecte DOBAG va iniciar una cooperació amb la Universitat de Marmara d'Istanbul. La primera demostració de tècniques tradicionals de tenyiment va tenir lloc en alguns llogarets de l'àrea d'Ayvacik, província de Çanakkale. La regió va ser escollida per la seva llarga i contínua tradició de teixit de catifes. Més tard, una altra branca del projecte es va iniciar en la regió de Yuntdağ, al sud de Bergama, on es va establir la primera cooperativa de dones a Turquia dintre del Projecte DOBAG.

### L'enfocament de DOBAG a la fabricació de catifes

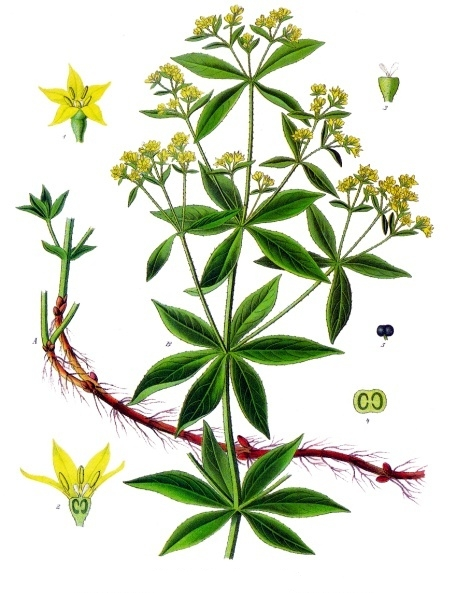
Planta Rubia tinctorum, colorant natural vermell.

Les catifes DOBAG estan teixides amb nusos turcs. Els ordits i les trames estan fetes de llana d'ovella, el teixit amb pèl consisteix en llana feta a mà, tenyida localment amb tints naturals preparats en correspondència amb les receptes restablertes experimentalment. No s'aplica cap tractament químic després que la catifa ha estat acabada.
D'acord amb aquestes anàlisis, els colorants naturals utilitzats en les catifes DOBAG inclouen:
- Vermell d'arrels Madder (Rubia tinctorum)
- Groc de les plantes, inclosa la ceba (Allium cepa), diverses espècies de camamilla (Anthemis, Matricaria chamomilla) i Euphorbia
- Negre, pomes de roure, glans de roure, Sumac
- Verd per doble tenyiment amb indi i colorant groc
- Taronja per tenyiment doble amb colorant vermell i groc
- Blau, indi obtingut d'Indigofera tinctoria.[8][11]